# Электроракетная двигательная установка
Электроракетная двигательная установка (ЭРДУ) — комплекс бортовых систем космического аппарата (КА), включающий: собственно двигательную установку (ДУ), состоящую из двигательных блоков (ДБ), системы электропитания (СЭП), системы хранения и подачи рабочего тела (СХиП), системы автоматического управления (САУ).

## Двигательная установка
Состоит из ДБ, каждый из которых имеет один или несколько ЭРД (как правило, по одному основному и резервному ЭРД в блоке).
По функциональности ДБ разделяются на маршевые двигатели и двигатели ориентации. При этом они могут быть одинаковыми, а также одни и те же двигатели могут в зависимости от программы полёта быть как маршевыми, так и двигателями ориентации.
ДБ может быть неподвижен относительно конструкции КА или может быть установлен на поворотном шарнире.

## Система электропитания
Современные ЭРД, применяемые в ДУ искусственных спутников Земли (ИСЗ), а также в ДУ автоматических межпланетных станций (АМС), потребляют немного электрической энергии, что позволяет иметь единый источник энергии как для бортовых систем, так и для полезной нагрузки (ПН).
В качестве первичного источника энергии для ИСЗ выступают обычно солнечные батареи (СБ), для АМС — радиоизотопные источники энергии. Первичная энергия накапливается в буферных батареях, и распределяется по потребителям.
Ядерные реакторы в настоящее время не применяются, но планируются к применению с 2018 года. Когда планируется окончание сооружения промышленной ядерной электродвигательной установки (ЯЭДУ) мегаваттного класса для пилотируемого космического аппарата.
К потребителям (ПН или ДУ) энергия поступает от вторичного источника питания (преобразователя напряжения и тока).

## Система хранения и подачи рабочего тела
В СХиП входят: баки для хранения РТ, система подачи РТ (трубопроводы, клапаны).
РТ может храниться в любом агрегатном состоянии, в зависимости от того, какое РТ наиболее подходит для данного ЭРД. Газообразное РТ хранится в баках высокого давления (от 120 атм и выше) и подаётся к двигателям через редуктор, снижающий давление до рабочего. Жидкое РТ хранится в баках низкого давления, откуда либо вытесняется газом наддува из системы высокого давления, либо вытягивается капиллярами. Твёрдое РТ перед использованием переводится в жидкое или газообразное состояние (исключение составляют импульсные плазменные двигатели (ИПД), в которых твёрдое РТ находится непосредственно в ускорительном канале).

## Система автоматического управления
САУ занимается управлением и контролем состояния бортовых систем, осуществляя распределение энергии, включение и выключение двигателей, парируя возникающие нештатные ситуации. Учитывая, что САС КА может существенно превышать ресурс двигателя, САУ должна планировать переключение основных двигателей на резервные по мере выработки ресурса.